# William Smyth (Politiker)

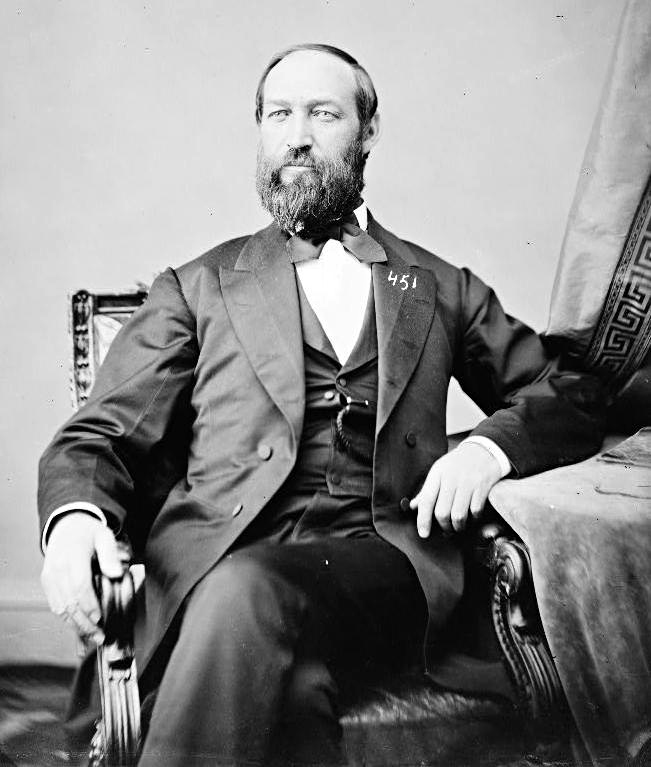
William Smyth

William Smyth (* 3. Januar 1824 in Eden, County Tyrone, Irland; † 30. September 1870 in Marion, Iowa) war ein US-amerikanischer Politiker. Zwischen 1869 und 1870 vertrat er den Bundesstaat Iowa im US-Repräsentantenhaus.

## Werdegang
William Smyth besuchte die öffentlichen Schulen seiner irischen Heimat. Im Jahr 1838 wanderte er mit seinen Eltern in die Vereinigten Staaten aus. Die Familie ließ sich zunächst in Pennsylvania nieder und zog 1844 in das Iowa-Territorium. Dort besuchte Smyth die University of Iowa in Iowa City. Nach einem anschließenden Jurastudium und seiner im Jahr 1847 erfolgten Zulassung als Rechtsanwalt begann er in Marion in seinem neuen Beruf zu praktizieren. Zwischen 1848 und 1853 war er Bezirksstaatsanwalt im Linn County; von 1853 bis 1857 fungierte er als Richter im vierten Gerichtsbezirk von Iowa. Im Jahr 1858 war Smyth Vorsitzender einer Kommission zur Überarbeitung der Gesetze des Staates Iowa. Er nahm auch zwei Jahre lang als Oberst in der Unionsarmee am Bürgerkrieg teil.
Politisch wurde Smyth Mitglied der im Jahr 1854 gegründeten Republikanischen Partei. Bei den Kongresswahlen des Jahres 1868 wurde er im zweiten Wahlbezirk von Iowa in das US-Repräsentantenhaus in Washington, D.C. gewählt, wo er am 4. März 1869 die Nachfolge von Hiram Price antrat. Er wurde von seiner Partei im Jahr 1870 für eine weitere Legislaturperiode im Kongress nominiert, verstarb aber bereits vor der Wahl am 30. September 1870. Nach einer Nachwahl fiel sein Sitz an William P. Wolf. William Smyth war mit Mary Brier verheiratet. Er wurde in Marion beigesetzt.